# Interplanetarisk internet
Interplanetarisk internet (IPN) er, som navnet antyder, et trådløst netværk mellem planeter. Et sådant netværk er stadig kun på tegnebordet, men kan blive relevant i en fremtid, hvor mennesket rejser til Mars. Den nuværende idé er at placere en række enheder, der fungerer som knudepunkter, svævende i rummet. De kommunikerer indbyrdes og former et netværk. På grund af lysets hastighed og de tilsvarende store afstande i rummet, går der lang tid for et signal at komme fra et punkt til et andet. Derfor skal der udarbejdes et sæt af nye protokoller og teknologi, der fungerer med store forsinkelser i kommunikationen.
Internettet er kendt som et "netværk af netværk" med små forsinkelser og få fejl og ikke mindst en trådet forbindelse. Hvis en router modtager en fejlfyldt pakke kan den få den sendt igen inden for få millisekunder. IPN vil derimod blive et "netværk af internet" med en gem-og-videresend-strategi, hvor data gemmes redundant i flere knudepunkter. Den trådløse kommunikation kan være meget fejlfyldt. Selv når knudepunkterne har en forbindelse kan der gå minutter, selv timer, før signalet når frem, hvilket gør det ufordelagtigt at sende data igen. 
I 2008 offentliggør NASA at de har testet fremtidens IPN.

I 2009 blev Den Internationale Rumstations computer som den første datanet-vært koblet på IPN.